# Kanoistika na Letních olympijských hrách 1996 – C2 slalom muži
Závod ve vodním slalomu C2 mužů na Letních olympijských hrách 1996 se konal na kanále v areálu Ocoee Whitewater Center dne 28. července 1996. Z českých závodníků se jej zúčastnily dvojice Miroslav Šimek+Jiří Rohan (stříbro) a Pavel+Petr Šterclovi (6. místo), zlatou medaili získali Francouzi Frank Adisson a Wilfrid Forgues.

## Výsledky
| Pořadí           | Jméno                                            | 1. jízda | Pen. | 2. jízda | Pen. | Nejlepší |
| ---------------- | ------------------------------------------------ | -------- | ---- | -------- | ---- | -------- |
| Zlatá medaile    | Frank Adisson a Wilfrid Forgues (FRA)            | 195,85   | 10   | 158,82   | 0    | 158,82   |
| Stříbrná medaile | Miroslav Šimek a Jiří Rohan (CZE)                | 231,77   | 70   | 160,16   | 0    | 160,16   |
| Bronzová medaile | André Ehrenberg a Michael Senft (GER)            | 167,33   | 5    | 163,72   | 5    | 163,72   |
| 4.               | Manfred Berro a Michael Trummer (GER)            | 180,55   | 15   | 163,72   | 0    | 163,72   |
| 5.               | Thierry Saïdi a Emmanuel del Rey (FRA)           | 173,43   | 5    | 165,47   | 5    | 165,47   |
| 6.               | Pavel Štercl a Petr Štercl (CZE)                 | 168,45   | 5    | 339,53   | 160  | 168,45   |
| 7.               | Krzysztof Kołomański a Michał Staniszewski (POL) | 173,78   | 10   | 169,95   | 5    | 169,95   |
| 8.               | Benoît Gauthier a François Letourneau (CAN)      | 179,83   | 15   | 172,67   | 5    | 172,67   |
| 9.               | Peter Matti a Ueli Matti (SUI)                   | 186,31   | 5    | 173,67   | 5    | 173,67   |
| 10.              | Ľuboš Šoška a Peter Šoška (SVK)                  | 184,90   | 5    | 175,38   | 5    | 175,38   |
| 11.              | Horace Holden a Wayne Dickert (USA)              | 224,69   | 50   | 180,90   | 5    | 180,90   |
| 12.              | Craig Brown a Stewart Pitt (GBR)                 | 189,81   | 10   | 180,96   | 10   | 180,96   |
| 13.              | Roman Štrba a Roman Vajs (SVK)                   | 194,40   | 20   | 200,67   | 25   | 194,40   |
| 14.              | Andrew Wilson a John Felton (AUS)                | 254,48   | 70   | 199,06   | 15   | 199,06   |
| 15.              | Andrzej Wójs a Sławomir Mordarski (POL)          | 226,51   | 25   | 213,07   | 20   | 213,07   |